# 短萼蜂斗草
短萼蜂斗草（学名：Sonerila alata var. triangula）为野牡丹科蜂斗草属下的一个变种。

## 扩展阅读
- 維基物種上的相關：短萼蜂斗草